# 布鲁埃
布鲁埃（法語：Broué，法語發音：[bʁue]）是法国厄尔-卢瓦省的一个市镇，属于德勒区。

## 地理
布鲁埃（48°44'54"N, 1°31'19"E）面积12.03 平方千米，位于法国中央-卢瓦尔河谷大区厄尔-卢瓦省，该省份为法国北部内陆省份，北起顺时针与厄尔省、伊夫林省、埃松省、卢瓦雷省、卢瓦-谢尔省、萨尔特省和奧恩省接壤。
与布鲁埃接壤的市镇（或旧市镇、城区）包括：塞尔维尔、布蒂尼-普鲁艾、古桑维尔。

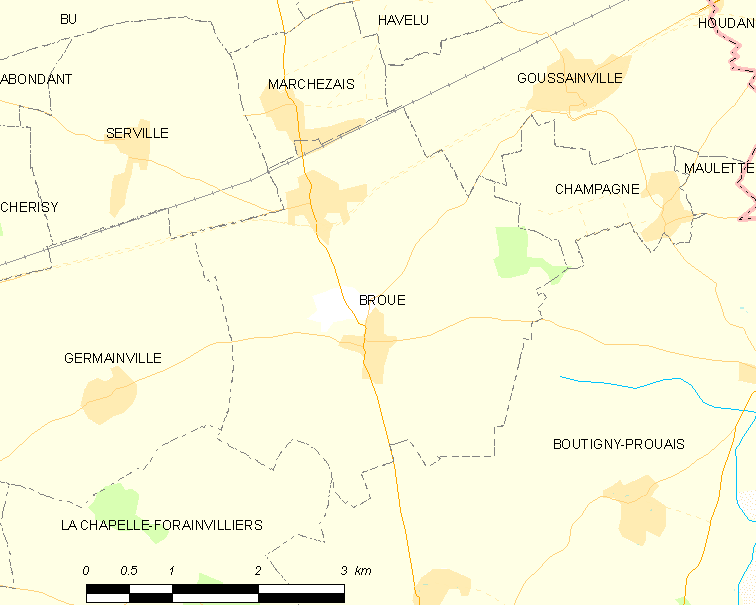
布鲁埃的OSM定位图

布鲁埃的时区为UTC+01:00、UTC+02:00（夏令时）。

## 行政
布鲁埃的邮政编码为28410，INSEE市镇编码为28062。

## 政治
布鲁埃所属的省级选区为阿内特县。

## 人口

1962-2008年间布鲁埃人口变化图示

布鲁埃于2022年1月1日时的人口数量为859人。